# Elecciones presidenciales de la República de China de 1966
La elección del 4º presidente y vicepresidente de la República de China se celebró en Taiwán el 21 de marzo de 1966 en el edificio Chung-Shan en Taipéi. El actual presidente, Chiang Kai-shek, fue reelegido por los miembros de la Asamblea Nacional de la República de China para el cuarto mandato con su vicepresidente, Yen Chia-kan.
La enmienda de las Disposiciones temporales contra la rebelión comunista en 1960 había permitido a Chiang Kai-shek buscar términos ilimitados. Después de la muerte del vicepresidente Chen Cheng en 1965. Chiang decidió elegir al presidente del ejecutivo, Yuan Yen Chia-kan, como su compañero de fórmula, llenando la vacante. Al final, Yen fue elegido por una mayoría limitada, el 55 por ciento de los votos, mientras que Chiang recibió el 98 por ciento de los votos.

## Resultados
| Partido         | Partido         | Candidato       | Votos | Porcentaje |
| --------------- | --------------- | --------------- | ----- | ---------- |
|                 | Kuomintang      | Chiang Kai-shek | 1,405 | 98.60%     |
| Votos Inválidos | Votos Inválidos | Votos Inválidos | 83    | 1.40%      |
| Total           | Total           | Total           | 1,488 | 100.00%    |

- Datos: Q10843934